# Gellibrand River
Gellibrand River är ett vattendrag i Australien. Det ligger i delstaten Victoria, omkring 190 kilometer sydväst om delstatshuvudstaden Melbourne.
I omgivningarna runt Gellibrand River växer i huvudsak städsegrön lövskog. Genomsnittlig årsnederbörd är 1 088 millimeter. Den regnigaste månaden är augusti, med i genomsnitt 145 mm nederbörd, och den torraste är februari, med 26 mm nederbörd.